# El secreto de Magdalena
El secreto de Magdalena es una película ecuatoriana independiente dirigida por Josué Miranda y estrenada en 2015. El filme fue realizado con un presupuesto de 3100 dólares y grabado en una sola locación. Fue además una de las primeras películas ecuatorianas en retratar el tema de la homosexualidad femenina.
La trama sigue la historia de Magdalena, una chica guayaquileña que luego de terminar la relación con su novio va a una fiesta donde conoce a Miranda, una fotógrafa seductora que llegó de Buenos Aires para una exposición de sus trabajos. A lo largo de la noche, Miranda guía a Magdalena a través de sus confesiones a explorar sus deseos y redescubrir su identidad propia.

## Reparto
- Celeste Santillán como Magdalena.[5]
- Patricia Guillén como Miranda.[5]